# 福晋伊尔根觉罗氏
福晋伊尔根觉罗氏，名赖（转写：lai:144），后金大汗努尔哈赤的福晋，札亲巴晏之女，后世文献称侧妃伊尔根觉罗氏、侧福晋赖:144。
她的家族世居呼訥赫地方，有一位兄弟叫納齊布，被編入正藍旗滿洲，仕至侍衛，其後代承襲世管佐領 :144。萬歷十五年（1587年），生努尔哈赤第二女嫩哲格格。萬歷十七年（1589年）六月十六日午時，生努爾哈赤第七子和碩饒餘敏親王阿巴泰。其後，伊爾根覺羅氏的情況𣎴明。順治年間成書的初修本《清太宗實錄》中，漢文本稱她為皇妃賴，滿文本則稱為側福晉賴（转写：ashan i fujin lai）:144。道光年間的檔案記載，阿巴泰後裔尊稱她為太妃，並且提及其奉安的園寢位於盛京二台子。